# Костов, Александр
Александр Дмитров Костов (болг. Александър Дми́тров Костов; 2 марта 1938 или 5 марта 1938, София — 15 апреля 2019, София) — болгарский футболист и футбольный тренер; играл на позиции нападающего. Участник двух чемпионатов мира (1962, 1966).

## Биография

### Игровая карьера
Костов в течение трёх сезонов играл за «Левски», выиграв в составе этой команды 3 Кубка Болгарии.
В 1959 году перешёл в «Ботев», где отыграл два сезона. В 1961 году Костов вернулся в «Левски», за который затем играл 10 сезонов, выиграв с командой ряд национальных титулов, среди которых были 3 чемпионских титула и 3 Кубка Болгарии. Завершил карьеру по окончании сезона 1970/71 в возрасте 33 лет.
В составе сборной Болгарии играл на ЧМ-1962 и ЧМ-1966, на которых болгары не вышли из группы.

### Тренерская карьера
После завершения карьеры Костов работал тренером ряда болгарских и иностранных команд, в том числе на Кипре и в Тунисе.

### Смерть
Скончался 15 апреля 2019 года в возрасте 81 года после продолжительной болезни в одной из больниц Софии.

## Достижения
«Левски»
- Чемпион Болгарии (2) : 1964/1965, 1967/1968, 1969/1970
- Обладатель Кубка Болгарии (6) : 1956, 1957, 1959, 1967, 1970, 1971